# Elizabeth Abimbola Awoliyi
Elizabeth Abimbola Awoliyi, född 1910, död 1971, var en nigeriansk läkare.
Hon blev 1938 sitt lands första kvinnliga läkare. 